# Gary Beadle
Gary Beadle, född 8 juli 1965 i Bermondsey, London är en brittisk skådespelare.

## Rollista i urval
- 1990–2011 – The Comic Strip (TV-serie)
- 1992–1996 – Helt hysteriskt (TV-serie)
- 2001–2004 – Eastenders (TV-serie)
- 2007 – Until Death
- 2008 – The Sarah Jane Adventures (TV-serie)
- 2015 – In the Heart of the Sea
- 2017 – Mord i paradiset (TV-serie)
- 2017–2021 – Grantchester (TV-serie)
- 2022 – Andor (TV-serie)
- 2022 – Morden i Midsomer (TV-serie)
- 2023 – Kampen för Marnie (TV-serie)
- 2024 – The Gentlemen (TV-serie)
- 2024–  – En duktig flickas handbok i mord (TV-serie)